# Машкарин, Иван Николаевич
Ива́н Никола́евич Машка́рин (Мошкарин) (1921—1944) — майор Рабоче-крестьянской Красной Армии, участник Великой Отечественной войны, Герой Советского Союза (1945).

## Биография
Родился 15 декабря 1921 года в деревне Бутово (ныне — Урицкий район Орловской области). Отец — Николай Иванович (1900—1961), Мать — Прасковья Артамоновна.  
Первые годы Машкарин жил и учился в родной деревне, где в дальнейшем и осталась жить его мать Прасковья Артамоновна. Когда его отца  назначили судьёй Заводского районного народного суда в Орле,  Иван переехал к отцу, жившему с новой семьёй. Здесь пошёл в школу № 12 в седьмой класс, год проучившись,  не окончив восьмого класса, в 1938 году поступает в Орловское бронетанковое училище (ОБТУ) имени Михаила Васильевича Фрунзе.
С детства и до поступления в Орловское бронетанковое училище подписывался как Мошкарин.
Обучаясь в ОБТУ женился без регистрации в ЗАГСе с Введенской Людмилой Николаевной,  у них родилась дочь  Лариса. Нижегородский суд признал её вдовой Героя Советского Союза и обеспечил её соответствующими льготами.
В 1940 году окончил Орловское танковое училище. С июня 1941 года — на фронтах Великой Отечественной войны.
По другим данным, окончил училище в звании лейтенанта в 1941 году и получил распределение в Каменец-Подольскую область Украинской ССР.
К апрелю 1944 года майор Машкарин командовал 432-м танковым батальоном 101-й танковой Сивашской ордена Суворова бригады 19-го танкового корпуса 4-го Украинского фронта. Отличился во время освобождения Крыма. 11 апреля 1944 года батальон Машкарина успешно прорвал немецкую оборону и освободил село Томашевка Джанкойского района. В тех боях Машкарин лично уничтожил 6 артиллерийских орудий, 4 пулемёта, 2 миномёта, несколько десятков немецких солдат и офицеров, но сам погиб. Похоронен на Воинском кладбище Симферополя.
Указом Президиума Верховного Совета СССР от 24 марта 1945 года за «образцовое выполнение боевых заданий командования на фронте борьбы с немецкими захватчиками и проявленные при этом мужество и героизм» майор Машкарин посмертно удостоен звания Героя Советского Союза. Также был награждён орденами Ленина, Красного Знамени, Богдана Хмельницкого 3-й степени и Отечественной войны 1-й степени. Является кавалером ордена Британской Империи 5-й степени.

## Память
- МБОУ СОШ № 12 имени Героя Советского Союза И. Н. Машкарина (Орёл); на здании школы установлена мемориальная доска
- Избирательный участок № 74 Орловской области (здание СОШ № 12 имени И. Н. Машкарина, г. Орёл); Постановление Избирательной комиссии Орловской области от 6 мая 2015 года № 122/941-5
- улица в Орле
- памятная доска с барельефом на Аллее Героев в пгт Нарышкино Урицкого района Орловской области
- улица в пгт Нарышкино Урицкого района Орловской области
- имя выбито на доске на памятном знаке в пгт Нарышкино Урицкого района Орловской области
- бюст в Орле[4].